# کابینه ۴۵ام کویت
کابینه کویت نهاد اجرایی قوه مجریه کویت است. کابینه ۴۵ام کویت در تاریخ کویت در ۱۷ ژانویه ۲۰۲۴ منصوب شد. در ۴ ژانویه ۲۰۲۴، شیخ مشعل الاحمد الجابر الصباح امیر کویت، شیخ محمد صباح السالم الصباح را به عنوان نخست‌وزیر منصوب کرد. امیر کویت همچنین به نخست‌وزیر مأموریت داده است تا ترکیب کابینه را برای انتصاب آنها ارجاع دهد. در ۱۷ ژانویه ۲۰۲۴، ترکیب جدید کابینه پس از تأیید امیر در یک فرمان امیری اعلام شد. در تاریخ ۶ آوریل ۲۰۲۴، نخست‌وزیر طبق ماده ۵۷ قانون اساسی، استعفای کابینه را به امیر کویت تقدیم کرد. در ۷ آوریل ۲۰۲۴، امیر کویت استعفای دولت را پذیرفت و به اعضای دولت دستور داد تا به عنوان سرپرست عمل کنند.
| نام                            | وزارتخانه                                                                            | وبگاه                               | از                            |
| ------------------------------ | ------------------------------------------------------------------------------------ | ----------------------------------- | ----------------------------- |
| محمد صباح السالم الصباح        | نخست‌وزیر کویت                                                                        | pm.gov.kw                           | ۴ ژانویه ۲۰۲۴ – ۷ آوریل ۲۰۲۴  |
| فهد یوسف سعود الصباح           | معاون نخست‌وزیر و وزارت دفاع                                                          | mod.gov.kw                          | ۱۷ ژانویه ۲۰۲۴ – ۷ آوریل ۲۰۲۴ |
| فهد یوسف سعود الصباح (کفیل)    | وزارت کشور                                                                           | moi.gov.kw                          | ۱۷ ژانویه ۲۰۲۴ – ۷ آوریل ۲۰۲۴ |
| عماد العتیقی                   | معاون نخست‌وزیر و وزارت نفت                                                           | moo.gov.kw                          | ۱۷ ژانویه ۲۰۲۴ – ۷ آوریل ۲۰۲۴ |
| عبدالرحمان بداح المطیری        | وزارت اطلاعات و فرهنگ                                                                | media.gov.kw                        | ۱۷ ژانویه ۲۰۲۴ – ۷ آوریل ۲۰۲۴ |
| احمد عبدالوهاب العوضی          | وزارت بهداشت                                                                         | moh.gov.kw                          | ۱۷ ژانویه ۲۰۲۴ – ۷ آوریل ۲۰۲۴ |
| فراس سعود المالک الصباح        | وزیر امور اجتماعی، خانواده و کودکان                                                  | mosa.gov.kw                         | ۱۷ ژانویه ۲۰۲۴ – ۷ آوریل ۲۰۲۴ |
| فراس سعود المالک الصباح (کفیل) | وزیر مشاور در امور کابینه                                                            | cmgs.gov.kw                         | ۱۷ ژانویه ۲۰۲۴ – ۷ آوریل ۲۰۲۴ |
| أنور المضف                     | وزارت دارایی و وزیر مشاور در امور اقتصادی و سرمایه‌گذاری                              | mof.gov.kw                          | ۱۷ ژانویه ۲۰۲۴ – ۷ آوریل ۲۰۲۴ |
| سالم الحجرف                    | وزارت برق، آب و انرژی‌های تجدیدپذیر و وزیر مشاور در امور مسکن                         | mew.gov.kw pahw.gov.kw              | ۱۷ ژانویه ۲۰۲۴ – ۷ آوریل ۲۰۲۴ |
| داود معرفی                     | وزیر مشاور در امور مجلس ملی، وزیر مشاور در امور جوانان و وزیر مشاور در امور ارتباطات | mona.gov.kw youth.gov.kw moc.gov.kw | ۱۷ ژانویه ۲۰۲۴ – ۷ آوریل ۲۰۲۴ |
| عادل العدوانی                  | وزیر آموزش و پرورش، وزیر آموزش عالی و تحقیقات علمی                                   | moe.edu.kw                          | ۱۷ ژانویه ۲۰۲۴ – ۷ آوریل ۲۰۲۴ |
| عبدالله الجوعان                | وزارت بازرگانی و صنعت                                                                | moci.gov.kw                         | ۱۷ ژانویه ۲۰۲۴ – ۷ آوریل ۲۰۲۴ |
| عبدالله علی الیحیی             | وزارت امور خارجه                                                                     | mofa.gov.kw                         | ۱۷ ژانویه ۲۰۲۴ – ۷ آوریل ۲۰۲۴ |
| فیصل الغریب                    | وزارت دادگستری و وزیر اوقاف و امور اسلامی                                            | moj.gov.kw awqaf.gov.kw             | ۱۷ ژانویه ۲۰۲۴ – ۷ آوریل ۲۰۲۴ |
| نوره المشعان                   | وزیر فواید عامه و وزیر مشاور در امور شهرداری‌ها                                       | mpw.gov.kw baladia.gov.kw           | ۱۷ ژانویه ۲۰۲۴ – ۷ آوریل ۲۰۲۴ |